# Фрил, Брайан
Брайан Фрил (англ. Brian Friel; 9 января 1929[…], Ома — 2 октября 2015[…], Гринкасл, Ирландия) — ирландский писатель, прозаик и драматург.

## Биография
В 1948 году окончил колледж св. Патрика в Мейнуте со степенью бакалавра искусств. Затем учился в педагогическом колледже св. Иосифа в Белфасте. Работал учителем в школах округа Лондондерри (1950—1960).
Начал писать в 1950-е годы радиопьесы и рассказы для журнала «Нью-Йоркер». Написанная в 1963 году пьеса «Филадельфия, я иду к тебе!», впервые представленная на театральном фестивале в Дублине в 1964 году, затем, в 1966-м, в Нью-Йорке и в следующем году Лондоне, получила зрительское признание.
В дальнейшем писал мелодраматические пьесы. Первая политическая пьеса «Почётные граждане» (1973) о событиях «кровавого воскресенья» 1972 года была поставлена одновременно в театре «Ройял Корт» в Лондоне и в Театре Аббатства в Дублине. Пьеса «Переводы» (1980) о конфликте Ирландии с Великобританией стала первой постановкой труппы «Филд Дей Тиэтр», созданной Фрилом вместе с актёром Стивеном Ри, поэтом Шеймасом Хини и др. За пьесу «Танцы на празднике Луга» Фрил в 1991 году получил Премию Лоренса Оливье, годом позже — нью-йоркскую премию Тони. Эта пьеса, построенная на автобиографическом материале, в 1999 году была экранизирована.
Автор сборников рассказов «Поддонник с шутками» (1962), «Золото в море» (1966) и «Избранные рассказы» (1994).
Фрил переводил на английский язык пьесы других авторов, в том числе А. П. Чехова и И. С. Тургенева.

## Пьесы

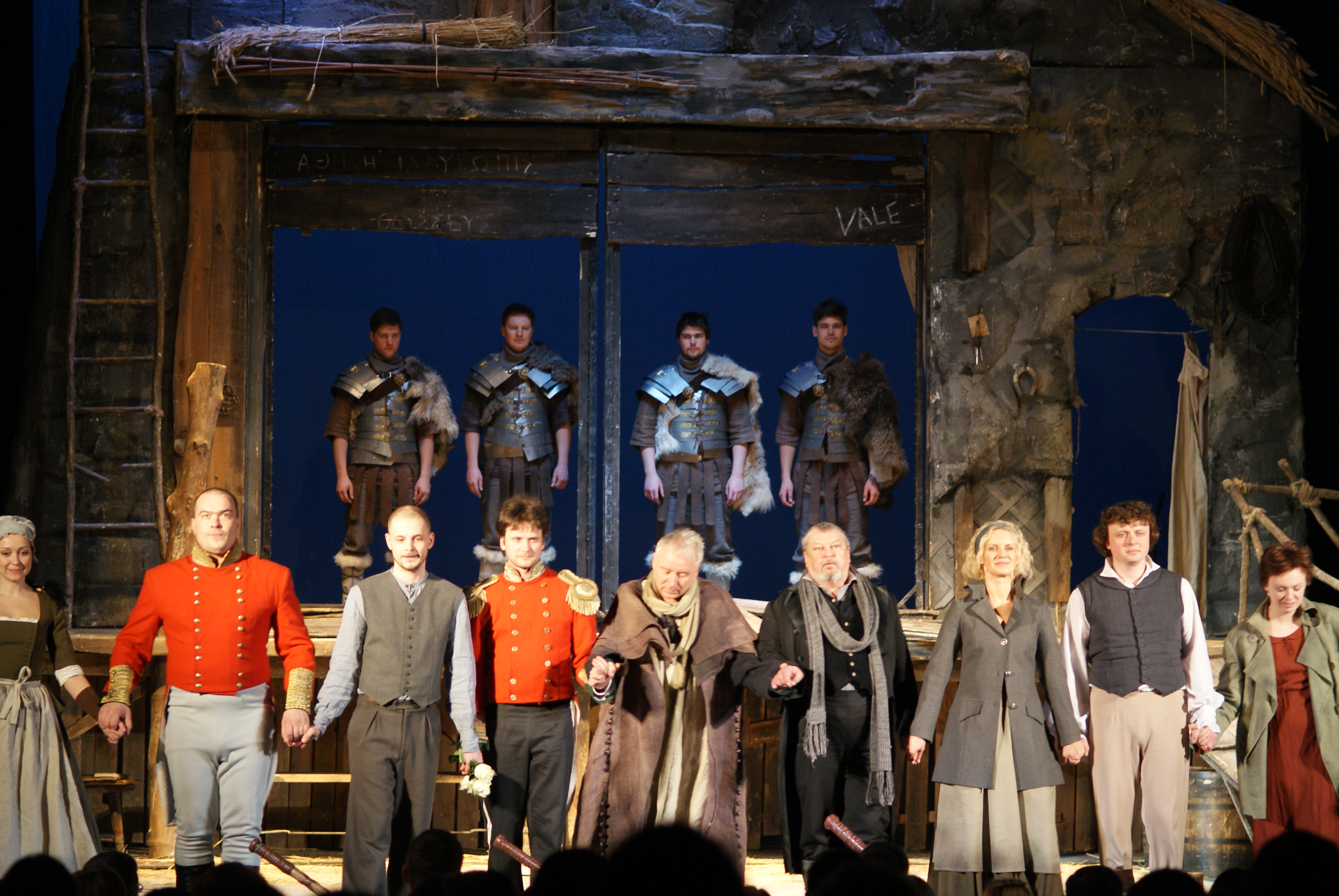
«Translations» на сцене в Минске

- Филадельфия, я иду к тебе! (1963)
- Любовь Кэсс Макгир (1966)
- Любовники (1967)
- Кристель и Фокс (1968)
- План Манди (1969)
- Тихий остров (1971)
- Почётные граждане (1973)
- Добровольцы (1975)
- Жилище (1977)
- Аристократы (1979)
- Исцелитель верой (1979)
- Переводы (1980)
- Танцы на празднике Луга (1990)
- Чудесный Теннесси (1993)
- Молли Суини (1994)
- После занавеса (2002)

## Награды
- 1988 — Evening Standard Award for Best Play — Aristocrats
- 1989 — New York Drama Critics Circle Award for Best Foreign Play — Aristocrats
- 1991 — Премия Лоренса Оливье за лучшую пьесу — Dancing at Lughnasa
- 1992 — New York Drama Critics Circle award for best play- Dancing at Lughnasa
- 1992 — Tony awards, including Best Play — Dancing at Lughnasa
- 1996 — New York Drama Critics Circle award for best foreign play — Molly Sweeney
- 2010 — Donegal Person of the Year

## Издания на русском языке
- Фрил Б. Почётные граждане. М., 1975.
- Фрил Б. Нужен перевод. Пьесы. Перевод с английского М. Ф. Стронина. СПб. «Балтийские сезоны», 2008.- 464 с. ISBN 978-5-903368-18-1